# リトル・ヴォイス (テレビドラマ)
『リトル・ヴォイス』（原題: Little Voice）は、2020年に配信されたアメリカ合衆国のコメディドラマシリーズ。シンガーソングライターの成長を描くロマンティックコメディ。企画・製作はジェシー・ネルソン、出演はブリタニー・オグレイディ、ケヴィン・バルデス、シャリーニ・バティナなど。2020年7月10日からApple TV+オリジナル作品として全世界に配信された。2021年8月に打ち切りが発表された。

## あらすじ
20代前半でシンガーソングライターのベス・キング。彼女は本当の声を見つけるため、自分探しを続けていく。

## キャスト
- ブリタニー・オグレイディ（英語版）
- ケヴィン・バルデス
- シャリーニ・バティナ
- ショーン・ティール（英語版）
- コルトン・ライアン

## 製作
2018年6月6日、Appleは本作の製作を発表した。ショーランナーをジェシー・ネルソンが務め、エグゼクティブ・プロデューサーに、サラ・バレリス、J・J・エイブラムス、ベン・スティーブンソンらが参加した。